# O-ring

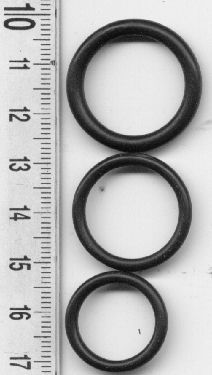
Różnej wielkości pierścienie uszczelniające o przekroju kołowym

O-ring, pierścień uszczelniający o przekroju kołowym – rodzaj uszczelki w kształcie torusa. 
O-ringi mogą być wulkanizowane lub formowane wtryskowo w zasadzie w dowolnych wymiarach, jednak są zwykle wykonywane w typowych szeregach wymiarowych, określonych odpowiednimi normami. Wymiary średnicy sznura zawierają się w przedziale od około 0,35 do 12 mm, natomiast średnicy wewnętrznej wynoszą do 5000 mm.
O-ringi są samoczynnie i dwustronnie działającymi elementami uszczelniającymi. Zacisk wstępny działający promieniowo lub osiowo zapewnia szczelność przy braku ciśnienia. Pod działaniem ciśnienia siły pochodzące od zacisku wstępnego i ciśnienia nakładają się na siebie, dzięki czemu powstaje całkowita siła uszczelniająca, zwiększająca się wraz z rosnącym ciśnieniem. Pod wpływem ciśnienia O-ring ma właściwości podobne do cieczy o dużym napięciu powierzchniowym. Dzięki temu ciśnienie rozchodzi się w nim równomiernie we wszystkich kierunkach.
Pierścienie uszczelniające o przekroju kołowym wykonuje się z materiałów elastomerowych, na przykład NBR, HNBR, ACM, neoprenu, EPDM, VMQ, FVMQ, IIR, SBR, NR, FKM, FFKM, AU, CSM, ECO (oznaczenia według normy ISO 1629), FEP. Istotnym ich parametrem jest twardość wyrażana w stopniach Shore’a typu A. Wartości twardości i tolerancje tychże odnoszą się do pomiarów przeprowadzonych na próbkach według normy DIN 53505 / ASTM D 2240.

## Dane techniczne
Panujące ciśnienie oraz temperatura środowiska decydują o doborze odpowiedniego tworzywa elastomerowego na materiał sznura. W celu stwierdzenia użyteczności O-ringu jako uszczelnienia w danym przypadku należy uwzględnić wzajemne oddziaływanie wszystkich parametrów eksploatacyjnych.
Dla przykładu najczęściej spotykane O-ringi z kauczuku akrylonitrylo-butadienowego (NBR) mogą pracować w kontakcie z olejami mineralnymi i cieczami hydraulicznymi oraz paliwem, w temperaturze od -30 °C do +100 °C. O-ringi vitonowe mogą pracować w wyższych temperaturach, od -20 °C do +200 °C.

### Ciśnienie przy eksploatacji statycznej
- do 5 MPa: bez pierścienia podporowego
- do 40 MPa: z pierścieniem podporowym
- do 200 MPa: ze specjalnym pierścieniem podporowym

### Eksploatacja dynamiczna
- ruch posuwisto-zwrotny: do 5 MPa bez pierścienia podporowego
- wyższe ciśnienie: z pierścieniem podporowym

### Prędkość
- ruch posuwisto-zwrotny: do 0,5 m/s
- ruch obrotowy: do 20 m/s

### Temperatura pracy w zależności od materiałów i mediów
- od -30° C do +110° C przy zastosowaniach ogólnych
- od -60° C do +316° C dla elastomerów specjalnych
- od -30° C do +180° C przy eksploatacji w ruchu obrotowym

### Wymiarowanie
- Rozmiar O-ringa opisuje się przez podanie jego średnicy wewnętrznej i grubości (średnicy) sznura.